# Miroungini
Miroungini – plemię ssaków płetwonogich z podrodziny Monachinae w obrębie rodziny fokowatych (Phocidae).

## Podział systematyczny
Do plemienia należy jeden występujący współcześnie rodzaj:
- Mirounga J.E. Gray, 1827 – mirunga

Opisano również wymarły rodzaj:
- Callophoca van Beneden, 1876[4] – jedynym przedstawicielem był Callophoca obscura Van Bénéden, 1877